# Štědřencovec Adamův
Štědřencovec Adamův (+Laburnocytisus adamii) je periklinální chiméra, vzniklá naroubováním čilimníku nachového (Chamaecytisus purpureus) na štědřenec odvislý (Laburnum anagyroides). Byla vypěstována v roce 1825 ve Francii.

## Popis
Štědřencovec Adamův je opadavý keř dorůstající výšky 3 až 5 metrů. Listy jsou trojčetné, téměř lysé, menší než u štědřence odvislého, který svým vzhledem celkově připomíná. Květy jsou matně nachové, v převislých hroznech. Mimo to se na rostlinách objevují i čistě žluté květy a řidčeji i růžové.

## Původ
Štědřencovec Adamův je periklinální chiméra, tedy druh vzniklý vegetativním smísením dvou různých druhů, nikoliv snad jejich pohlavním křížením. Vznikl v roce 1825 ve Vitry u Paříže naroubováním čilimníku nachového (Chamaecytisus purpureus) na štědřenec odvislý (Laburnum anagyroides). Čilimník nachový je nízký keř s růžovými květy, jehož vliv se projevuje ponejvíce v barvě květů.

## Rodičovské druhy

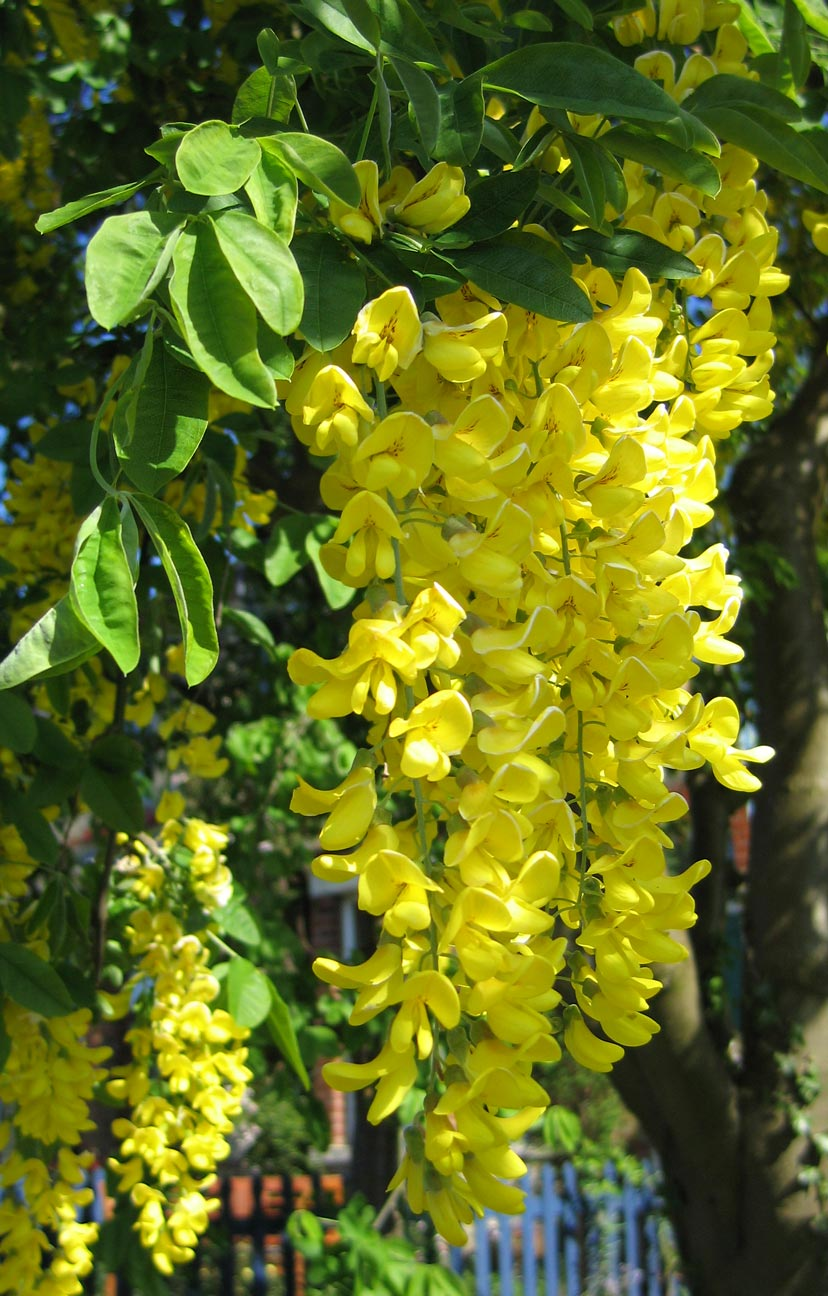
Štědřenec odvislý
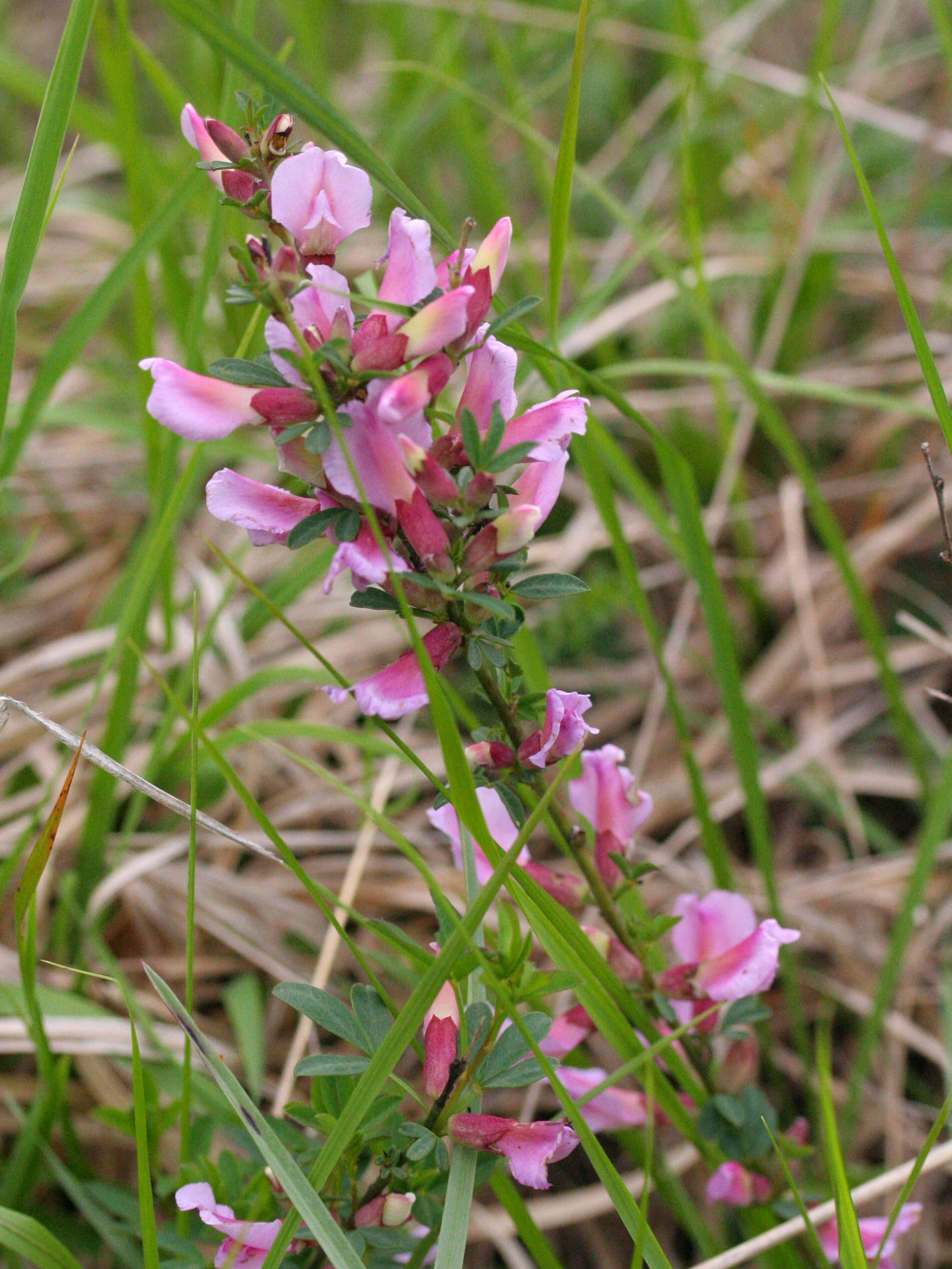
Čilimník nachový

## Význam
Štědřencovec je pěstován zejména jako botanická kuriozita ve sbírkách botanických zahrad a arboret. Není uváděn z žádné české botanické zahrady.

## Pěstování
Štědřencovec prospívá v propustné vápenaté půdě. Lze jej rozmnožovat pouze vegetativně. Rostlina sice tvoří semena, vzejde z nich však vždy jen štědřenec odvislý. Množí se roubováním na jaře nebo očkováním v létě, obvykle na semenáče štědřence odvislého. Lze také roubovat na kmínek.